# تشیژوو
تشیژوو (به چکی: Čížov) یک منطقهٔ مسکونی در جمهوری چک است که در ناحیه ییهلاوا واقع شده‌است. تشیژوو ۷٫۰۸ کیلومتر مربع مساحت و ۲۱۶ نفر جمعیت دارد و ۵۲۵ متر بالاتر از سطح دریا واقع شده‌است.